# 小行星43956
小行星43956（43956 Elidoro）是一颗绕太阳运转的小行星，为主小行星带小行星。该小行星于1997年2月7日发现。
該小行星以義大利天文學家克勞迪奧·埃利多羅（Claudio Elidoro）命名。

## 轨道参数
小行星43956的轨道半长轴为2.3935263 UA，离心率为0.112。